# WII (アルバム)
『WⅡ』（ダブリューツー）は、日本のクリエイターズユニット・Who-ya Extendedの2枚目のアルバム。2021年11月10日にSME Recordsから発売された。

## 概要
- 自身2枚目のフルアルバム。
- TVアニメ『呪術廻戦』の第2クールオープニングテーマ『VIVID VICE』やTVアニメ『NIGHT HEAD 2041』のオープニングテーマ『Icy Ivy』など全12曲を収録。
- CDは通常盤と初回生産限定盤の2形態で発売。
- 初回生産限定盤の特典DVDには、ミュージック・ビデオを収録。
- アルバムのジャケットは、よしおか が担当している。前作『wyxt.』から成長した絵となっている。[3]
- アルバムのコンセプトは、1stフルアルバム『wyxt.』を2020年の4月にリリースしてから約一年半が経ち、その間YouTubeチャンネル「THE FIRST TAKE」への出演や8月に開催されたはじめての有観客のライブといった大きな転換点を経て得た経験をエッセンスに、進化を続けるWho-ya Extendedの今の景色を全12曲の楽曲を通してリスナーに感じてもらいたいということ。[4]人に見られているステージの上で歌ったり演奏する経験をしたことで、特定の人に向けて歌ったり、目の前の人に語りかけるような曲が本作では増えている。[5]
- コロナ禍でそれぞれに新しい悩みが生まれたり「コロナがなければできたこと」がたくさんあった中で、聴いた人が抱えているものを少しでも和らげたり、自分自身を肯定できるようなことを意識した曲も入れている。[5]
- アルバムのタイトルは、Who-ya Extendedの2枚目のアルバムという意味と、もう一つは1st EP『VIVID VICE』の頭文字Vを二つ並べると「W」、2nd EP『Icy Ivy』の頭文字Iを並べると「II」になり、それを足して『WII』というダブルミーニング。シンプルで分かりやすいタイトルなため、これに決めた。[4]
- 『WII -prologue-』と『WII -epilogue-』の2曲を開幕と終幕にもってくることで、一つの映画のような物語性のあるアルバムに仕上げている。

## 楽曲解説
1. WII -prologue-
  - 2021年8月に開催された初の有観客ライブでSEとして使っていた曲。Who-ya自身にとっても特別なものとなったライブ空間を切り取ってアルバムに組み込んだ[4]。
2. VIVID VICE
  - 1st EP収録楽曲。
  - 毎日放送・TBS系"スーパーアニメイズム"『呪術廻戦』第2クールオープニング・テーマ[6][7][8]
3. Discord Dystopia
  - VIVID VICEの世界観とつながっている楽曲。VIVID VICEでWho-ya Extendedを認知したリスナーが自然に入っていけるように3曲目になっている[3]。
  - 退廃した世界で独りで立っている景色をイメージした曲。イントロのギターが一曲通してずっと鳴っているのが特徴的[4]。
4. Wander Wraith
  - 2021年8月のライブのアンコールの時に会場限定で初披露した曲[4]。
  - アルバム用に制作した新曲で最初に作ったリード曲。本アルバムはこの曲を軸に作られている。
  - 100%明るいわけではないが前を向いている曲で、アップテンポで聴いた人が上がるようなサウンドに仕上げている[4]。
  - ポイントは「薄情な静寂に着想を縋り葛藤」と韻を踏んでいる歌詞の部分。収録した歌のデータをEDITでぶつ切りにした上で張り直している。Who-ya Extendedが持っているアナログだがデジタルといった、デジタルの音色を現実に引っ張ってくる感じが詰まっている曲[5]。
  - メロディアスなサビの部分と譜割の細かい部分のギャップが面白い楽曲のため、そこの歌い分けは意識して歌っている[9]。
  - MVは今までのモーショングラフィックスや3DCGでの作成と異なり、今回初めてWho-ya自身の映像を使って制作。8月のライブ映像とCGのハイブリッドで構成したMVとなっている[4]。
5. MESSY WORLD
  - コロナ禍の理不尽な現状をテーマにした曲[4]。自分が見ているもの、考えていることが正しいとは限らないし、ほかの人の意見に対して「わからない」で終わらせるのではなく、理解しようとするスタンスが大事というメッセージが込められてる[3]。
  - ストリングスをデータ上で刻んでいる曲[3]。
6. Growling Ghoul
  - 2nd EP収録楽曲。
7. The master mind
  - 1st EP収録楽曲。
8. Wasted Dawn
  - ヘビーなギターを軸にしたミディアムチューン[3]。
  - 「無駄に消費された夜明け」を表現した楽曲。理由もわからず悲しくなったりなかなか寝付けなくなり、気付いたら夜が明けていて、何もできなかった虚しさを感じる、そういう瞬間を切り取って表現した曲。
9. Absolute 0[注 1]
  - サウンドが特徴的な曲。イントロから聴き馴染みのいいギターのリフがあって、悲しい歌詞でありながらメロディアスな曲調というギャップ、上がりそうで上がらない微妙なサビ感などが聞き所[4]。
  - コロナ禍で自分ではどうすることもできないし、世界中が虚しさを感じている、そういう世界を「絶対零度」に例えている[3]。
10. 透明な花
  - Who-ya Extended初の日本語タイトル曲[4]。
  - 「透明な花」は存在しないことの例えとして作った言葉で、誰もが持っている祈りや願いをテーマに歌った曲。悩んだりする自分を肯定するための祈りや願いが詰まっている[5]。
  - この曲がアルバムの後半部分にあることで、救済になってくれればという思いが込められている。
  - 収録した曲の中でこの曲が一番レコーディングに時間がかかった。
11. Icy Ivy
  - 2nd EP収録楽曲。
  - フジテレビ"+Ultra"『NIGHT HEAD 2041』オープニング・テーマ[3]。
12. WII -epilogue-
  - 1曲目の『WII -prologue-』に歌と歌詞を付けてWho-ya Extendedはどういうものかを言語化した曲[4]。

## 収録楽曲

### 全形態共通
| 全作詞・作曲・編曲: Who-ya Extended。 |                                 |                 |                 |      |
| #                                     | タイトル                        | 作詞            | 作曲・編曲      | 時間 |
| 1.                                    | 「WⅡ -prologue-」(Instrumental) | Who-ya Extended | Who-ya Extended | 2:04 |
| 2.                                    | 「VIVID VICE」                  | Who-ya Extended | Who-ya Extended | 3:03 |
| 3.                                    | 「Discord Dystopia」            | Who-ya Extended | Who-ya Extended | 3:10 |
| 4.                                    | 「Wander Wraith」               | Who-ya Extended | Who-ya Extended | 2:44 |
| 5.                                    | 「MESSY WORLD」                 | Who-ya Extended | Who-ya Extended | 3:38 |
| 6.                                    | 「Growling Ghoul」              | Who-ya Extended | Who-ya Extended | 3:42 |
| 7.                                    | 「The master mind」             | Who-ya Extended | Who-ya Extended | 3:27 |
| 8.                                    | 「Wasted Dawn」                 | Who-ya Extended | Who-ya Extended | 3:35 |
| 9.                                    | 「Absolute 0」                  | Who-ya Extended | Who-ya Extended | 3:43 |
| 10.                                   | 「透明な花」                    | Who-ya Extended | Who-ya Extended | 3:57 |
| 11.                                   | 「Icy Ivy」                     | Who-ya Extended | Who-ya Extended | 3:20 |
| 12.                                   | 「WⅡ -epilogue-」               | Who-ya Extended | Who-ya Extended | 2:04 |
| 合計時間:                             | 合計時間:                       | 38:27           |                 |      |

| 全作詞・作曲・編曲: Who-ya Extended。 |                                 |                 |                 |
| #                                     | タイトル                        | 作詞            | 作曲・編曲      |
| 1.                                    | 「Wander Wraith MUSIC VIDEO」   | Who-ya Extended | Who-ya Extended |
| 2.                                    | 「Icy Ivy MUSIC VIDEO」         | Who-ya Extended | Who-ya Extended |
| 3.                                    | 「VIVID VICE MUSIC VIDEO」      | Who-ya Extended | Who-ya Extended |
| 4.                                    | 「VIVID VICE / THE FIRST TAKE」 | Who-ya Extended | Who-ya Extended |
| 5.                                    | 「VIVID VICE Acoustic version」 | Who-ya Extended | Who-ya Extended |

## 評価
- 音楽ナタリーは「ヘヴィロックやエレクトロなどを融合したサウンド、現代性と寓話性が交差する歌詞世界、豊かさを増した歌など、クリエイターズユニットとしての進化が実感できるアルバムとなっている」と評価しいてる。